# Steve Miller Band
Steve Miller Band é uma banda americana de rock formada em 1967 em San Francisco, Califórnia. A banda é liderada por Steve Miller na guitarra e vocal líder.

## Discografia
- Children of the Future (1968)
- Sailor (1968)
- Brave New World (1969)
- Your Saving Grace (1969)
- Number 5 (1970)
- Rock Love (1971)
- Recall the Beginning…A Journey from Eden (1972)
- Anthology (1972)
- Living in the U.S.A. (1973)
- The Joker (1973)
- Fly Like an Eagle (1976)
- Book of Dreams (1977)
- Greatest Hits 1974-1978 (1978)
- Circle of Love (1981) macho city
- Abracadabra (1982)
- Steve Miller Band Live! (1983)
- Italian X Rays (1984)
- Living in the 20th Century (1986)
- Born 2 B Blue (1988)
- Steve Miller Band, The Best of 1968-1973 (1991)
- The Very Best of the Steve Miller Band (1991)
- Wide River (1993)
- Steve Miller Band - Live In Concert USA '1990 (1996)
- King Biscuit Flower Hour Presents The Steve Miller Band (2002)
- Young Hearts - Complete Greatest Hits (2003)
- Fly Like an Eagle (30th Anniversary Edition) (2006)
- Steve Miller Band - Live from Chicago (DVD) (2007)
- Bingo (2010)

## Singles
| Ano  | Single                   | EUA Hot 100 |
| ---- | ------------------------ | ----------- |
| 1973 | "The Joker"              | 1           |
| 1976 | "Take the Money and Run" | 11          |
| 1976 | "Rock'n Me"              | 1           |
| 1977 | "Fly Like an Eagle"      | 2           |
| 1977 | "Jet Airliner"           | 8           |
| 1977 | "Jungle Love"            | 23          |
| 1977 | "Swingtown"              | 17          |
| 1981 | "Heart Like a Wheel"     | 24          |
| 1982 | "Abracadabra"            | 1           |